# لوران كابيلا
لوران ديزيريه كابيلا (بالفرنسية: Laurent-Désiré Kabila)‏ (27 نوفمير 1938 - 18 يناير 2001) رئيس جمهورية الكونغو الديمقراطية. قاد تمردا مسلحا أسقط به نظام موبوتو سيسي سيكو. قام بتغيير اسم البلاد من زائير إلى الكونغو اسمها القديم. اغتيل بعد ثلاث سنوات من توليه الحكم.

## حياته
ولد كابيلا في يناير عام 1938 في أنكورو بإقليم شابا، وهو ينتمي إلى قبيلة مولوباكات إحدى قبائل اللوبا. تلقى تعليماً أولياً بسيطاً ثم حصل كابيلا على منحة تعليمية لدراسة الفلسفة السياسية في جامعة فرنسا. وبعد أن حصل على درجة الليسانس في الفلسفة السياسية، حصل على منحة أخرى في الصين حيث ماوتسي تونج من أجل دراسة الشيوعية الصينية المميزة، لكن كابيلا اختار أن يدرس العلوم العسكرية؛ ثم عاد إلى الكونغو الديمقراطية وانضم إلى الحركة الوطنية بقيادة لومومبا وكان قائد الجناح الشبابي في الحركة. وأصبح لوران كابيلا عضواً في المجلس التشريعي الزائيري المعروف باسم «كاتانجا» عام 1960م. وبعد الانقلاب على لومومبا تزعم حركة معارضة لموبوتو -قائمة أساسا على قبائل التوتسي- حاولت إسقاطه بالقوة العسكرية.

## محاولات التمرد
كانت أولى محاولات كابيلا للتمرد في السنة الأولى لحكم موبوتو (1960م)، فانطلق مع بعض المسلحين من منطقة روزيزيه القريبة من أوفيرا شرقي البلاد، لكن قوات موبوتو استطاعت سحق هذا التمرد على الفور مستعينة في ذلك بطائرات من الولايات المتحدة الأمريكية وبمظليين من بلجيكا (آخر المحتلين لزائير). واستطاع وقتها في الهرب إلى خارج الحدود مستفيداً من خبرات المقاتلين المحليين الذين يعرفون دروب الغابات وطرقها الوعرة، واستطاع الوصول إلى تنزانيا.
في عام 1967 أعلن كابيلا عن تشكيل حزب الشعب الثوري، وكون من 26 عضواً لجنته التنفيذية، واتخذ الحزب الجديد من مقاطعة كيفو في شرق زائير والتي كانت خارجة عن سيطرة موبوتو مقراً له. وشكّل له جناحا عسكريا ليقود به الثورة ضد موبوتو مستعينا بقبائل التوتسي التي كانت ناقمة على موبوتو وخاصة بعد أن سلبها بعض الامتيازات التي كانت تتمتع بها.
اهتم كابيلا بأن تكون للحزب الجديد قاعدة شعبية من جموع الفلاحين، وبفضل المساعدات المالية والعسكرية من الاتحاد السوفيتي والصين وكوبا، ظهرت على السطح بعض المشروعات التعليمية والصحية التي جذبت معها تعاطف الفلاحين الزائريين الفقراء. وقد شاركه العمل في أفريقيا مائة ثائر كوبي بقيادة جيفارا القائد الماركسي المشهور الذي انتقد سلوك كابيلا «البرجوازي» والمتعالي على الفلاحين الأفارقة.
وفي 1975 قام بخطف ثلاثة طلاب أمريكان وباحث ألماني كانوا موجودين في زائير، وطلب فدية تبلغ 500 ألف دولار، وشحنات من الأسلحة المتوسطة والخفيفة من الولايات المتحدة، وبعد مفاوضات سرية تمت بين كابيلا والولايات المتحدة أعلن إطلاق سراح الرهائن.
وبعد فشل ثوراته المتتالية على موبوتو استقر في كمبالا عاصمة أوغندا، وعمل في التجارة، وعرف عنه الإسراف والبذخ الملفت في مناطق تضج بالفقر والحرمان.

## الوصول إلى السلطة
ووجد كابيلا الفرصة مناسبة في أواسط التسعينات عندما اشتعلت أزمات كبرى في منطقة البحيرات الأفريقية، فأعاد تنظيم قواته من القبائل الأفريقية. وكان واضحا أنه يمتلك إمكانات مالية وعسكرية ضخمة جدا لم تتح لأي دولة في المنطقة. وفي أغسطس (آب) 1998 سقطت العاصمة «كينشاسا» في قبضة لوران كابيلا وجيشه المندفع نحوها، بعد سقوط الديكتاتور موبوتوسيسي سيكو وموته، وأعاد تسمية البلاد إلى «الكونغو» كما كانت قبل موبوتو.

## في السلطة
وبالرغم أنه يساري سابق يدعي الولاء لـ «لومومبا» وأشرك ابنة لومومبا «جولين» في حكومته (فرانسوا أحد أبناء لومومبا معارض لكابيلا) فإن كابيلا أعاد سيرة موبوتو في الفساد وانتهاك حقوق الإنسان وتهيئة السلطة لإبنه من بعده، فأعدم آلاف الأشخاص خارج نطاق القضاء، وطرد أكثر من ثلاثمائة قاض من مناصبهم، كما ظل الدستور معلقا، واعتقل المئات من المدافعين عن حقوق الإنسان وأصحاب المواقف السياسية، وأعاد لاجئين قسرا إلى بلدان يواجهون فيها خطر انتهاك حقوقهم، ومنع أكثر من مائتي سياسي من ترشيح أنفسهم للانتخابات الرئاسية، وأعدم المئات من الجنود فقط لأنهم من التوتسي، وقتل الآلاف من المدنيين العزل.

## اغتياله
و في يناير 2001 قام باغتياله أحد القادة العسكريين وهو نائب وزير الدفاع الكولونيل «كايمبي» الذي أقاله كابيلا مع ضباط كبار آخرين من القوات الكونغولية المسلحة بسبب سلوكهم في الحرب الأهلية الدائرة في البلاد. وتولى الحكم بعده ابنه جوزيف.

## روابط خارجية
- لوران كابيلا على موقع الموسوعة البريطانية (الإنجليزية)
- لوران كابيلا على موقع مونزينجر (الألمانية)